# 부토 백반
부토 백반(Buto Facula)은 목성의 위성인 가니메데에 존재하는 흰 반점 모양의 지형이다. 길이는 245km이다.